# نبولوسا
نبولوسا (به انگلیسی: Nebulossa) گروه موسیقی دونفره اسپانیایی است.
آن‌ها نماینده اسپانیا در یوروویژن ۲۰۲۴ بودند.